# Клінчень
Клінчень, Клінчені (рум. Clinceni) — село у повіті Ілфов в Румунії. Входить до складу комуни Клінчень.
Село розташоване на відстані 14 км на південний захід від Бухареста, 144 км на південь від Брашова.

## Населення
За даними перепису населення 2002 року у селі проживали 3762 особи.
Національний склад населення села:
| Національність | Кількість осіб | Відсоток |
| -------------- | -------------- | -------- |
| румуни         | 3711           | 98,6%    |
| цигани         | 50             | 1,3%     |

Рідною мовою назвали:
| Мова      | Кількість осіб | Відсоток |
| --------- | -------------- | -------- |
| румунська | 3719           | 98,9%    |
| циганська | 42             | 1,1%     |